# ملال (مقاطعة فومن)
ملال (بالفارسية: ملال) هي قرية تقع في غيلان في إيران.